# 潘锷鏱
潘锷鏱（1906年—2000年），浙江慈溪人，中华人民共和国政治人物。
担任安徽省人民政府委员，蚌埠市工商业联合会主任委员。1954年，当选第一届全国人民代表大会代表。